# Dávid Bérczes
Dávid Bérczes (ur. 14 stycznia 1990 w Borås) – węgierski szachista, arcymistrz od 2008 roku.

## Kariera szachowa
Od 1998 r. wielokrotnie reprezentował Węgry na mistrzostwach świata i Europy w różnych kategoriach wiekowych, jak również w drużynowych mistrzostwach Europy do 18 lat, w których zdobył cztery medale: złoty (2007) i srebrny (2008) wspólnie z drużyną oraz złoty (2008) i brązowy (2003) za wyniki indywidualne oraz w olimpiadach juniorów (do 16 lat), w 2004 r. zdobywając medal srebrny.
Normy na tytuł arcymistrza wypełnił w Budapeszcie (2005), Sztokholmie (2006/2007 i 2007/2008) oraz Biel (2008). Odniósł szereg sukcesów w cyklicznych turniejach First Saturday w Budapeszcie, m.in. w latach 2002 (FS02 FM-A – I m. i FS03 FM-A – dz. I m.), 2003 (FS02 IM-A – I m.), 2005 (FS05 GM – dz. I m. wspólnie z Konstantinem Czernyszowem, FS08 GM – dz. I m. wspólnie ze Zlatko Ilinciciem i Viktorem Erdosem i FS11 GM – dz. I m. wspólnie z Andrei Murariu) oraz 2008 (FS09 GM – dz. I m. wspólnie z Draganem Kosiciem). Do innych jego sukcesów w turniejach międzynarodowych należą:
- dz. I m. w Aradzie (2005, wspólnie z m.in. Alinem Ardeleanu(inne języki)),
- dz. I m. w Zalakaros (2006, wspólnie z Viktorem Erdosem, Gyulą Saxem i Laszlo Gondą),
- dz. I m. w La Palma (2007, wspólnie z Michalem Meszarosem(inne języki)),
- dz. I m. Sztokholmie (2007/08, turniej Rilton Cup, wspólnie z m.in. Radosławem Wojtaszkiem, Pią Cramling, Jewgienijem Agrestem, Kaido Külaotsem, Vasiliosem Kotroniasem i Tomi Nybäckiem),
- dz. III m. w Winterthurze (2008, za Davidem Howellem i Axelem Bachmannem, wspólnie z Krikorem Mekhitarianem i Andre Diamantem),
- dz. I m. w Zalakaros (2010, wspólnie z Tamasem Fodorem(inne języki)),
- dz. I m. w Sautron (2010, wspólnie z Grzegorzem Gajewskim, Gyulą Papem(inne języki) i Witalijem Koziakiem(inne języki)),
- II m. w Budapeszcie (2010, turniej FS04 GM, za Laszlo Gondą),
- dz. II m. w Dreźnie (2011, za Jewgienijem Worobiowem(inne języki), wspólnie z m.in. Lwem Gutmanem i Samuel Shanklandem).

Uwaga: Lista sukcesów niekompletna (do uzupełnienia od 2011 roku).
Najwyższy ranking w dotychczasowej karierze osiągnął 1 listopada 2011 r., z wynikiem 2560 punktów zajmował wówczas 12. miejsce wśród węgierskich szachistów.